# Chia sẻ chi phí dịch chuyển bằng ô tô

Bảng hiệu giao thông carpool tại Hà Lan

Chia sẻ chi phí dịch chuyển bằng ô tô là một phương thức di chuyển trong đó nhiều người, thường là không quen biết, liên lạc với nhau để sử dụng chung một ô tô cho cùng một hành trình. Người có nhu cầu sẽ trả cho người có ô tô một khoản tiền nào đó để cùng đi trên một quãng đường khi họ có nhu cầu thực hiện một hành trình giống, hoặc gần giống nhau. Việc chia sẻ này sẽ có một số lợi ích:
- Tiết kiệm: nhiên liệu, chi phí đậu xe... Người có nhu cầu đi nhờ sẽ trả một khoản tiền thường nhỏ hơn so với khi họ tự dùng ô tô của mình hoặc phương tiện giao thông công cộng. Người cho đi nhờ sẽ được thêm một khoản tiền bù đắp cho những chi phí xăng, đậu xe, cầu đường.
- Môi trường: việc nhiều người cùng đi một xe sẽ làm giảm bớt lưu lượng xe cộ trên đường và do đó giảm ô nhiễm môi trường.
- Thời gian: người có xe có thể đổi tay lái với người đi nhờ, việc này giúp người có xe được nghỉ ngơi, giảm thời gian nghỉ dọc đường, rút ngắn thời gian của cuộc hành trình.
- Xã hội: sự chia sẻ này có thể tạo thêm những mối quen biết, quan hệ mới và giúp cho cả hai bên cảm thấy quãng đường ngắn lại.

Nhưng cũng giống với việc vẫy nhờ xe, nhiều người vì lý do an toàn, e ngại tội phạm nên không muốn sử dụng hình thức di chuyển này.

## Nguyên tắc
Người có xe ô tô là người đưa ra dịch vụ với hành trình và ngày, giờ anh ta định. Có thể người đó chỉ đưa ra hành trình một lần khi họ thực hiện một chuyến du lịch hoặc cần di chuyển với một mục đích nào đó. Có thể họ đưa ra hành trình hàng tuần, thường vào cuối tuần, với những người đi nghỉ hoặc sinh viên về nhà mỗi cuối tuần. Có thể họ đưa ra hành trình mỗi ngày đối với những người đi sống ở thành phố này đi làm ở thành phố khác.
Cách tính chi phí cũng do người có xe đưa ra, có thể theo một trong những phương thức sau:
- Cách cổ điển là tính chi phí cho hành trình gồm nhiên liệu, đậu xe, cầu đường... rồi chia ra cho mọi người khi khởi hành.
- Đôi khi chi phí có thể thêm cho tiền bảo dưỡng và bảo hiểm xe.
- Người có xe đưa ra giá tính trên số km hành trình.
- Người có xe đưa ra một giá nhất định cho cả hành trình.

Cách tính chi phí có thể không công bằng và người được lợi thường là người có ô tô. Điểm hẹn được thỏa thuận trước, thường là những nơi công cộng dễ dàng tìm thấy. Khi tới nơi, hai bên thỏa thuận điểm đỗ, có thể gần trạm giao thông công cộng hay địa chỉ mà người đi nhờ cần tới. Trên hành trình, người có xe có thể đổi tay lái cho người đi nhờ. Việc này giúp người lái được nghỉ ngơi, giảm thời gian nghỉ dọc đường.
Một số nguyên tắc khác:
- Người đi nhờ xe cần thông báo trước nếu có quá nhiều hành lý.
- Cả hai bên không được tới hẹn muộn vì việc này có thể gây ảnh hưởng lớn tới người kia.
- Cần xin phép nếu hút thuốc trên xe, cả với người có xe và người đi xe.

## Sự phát triển

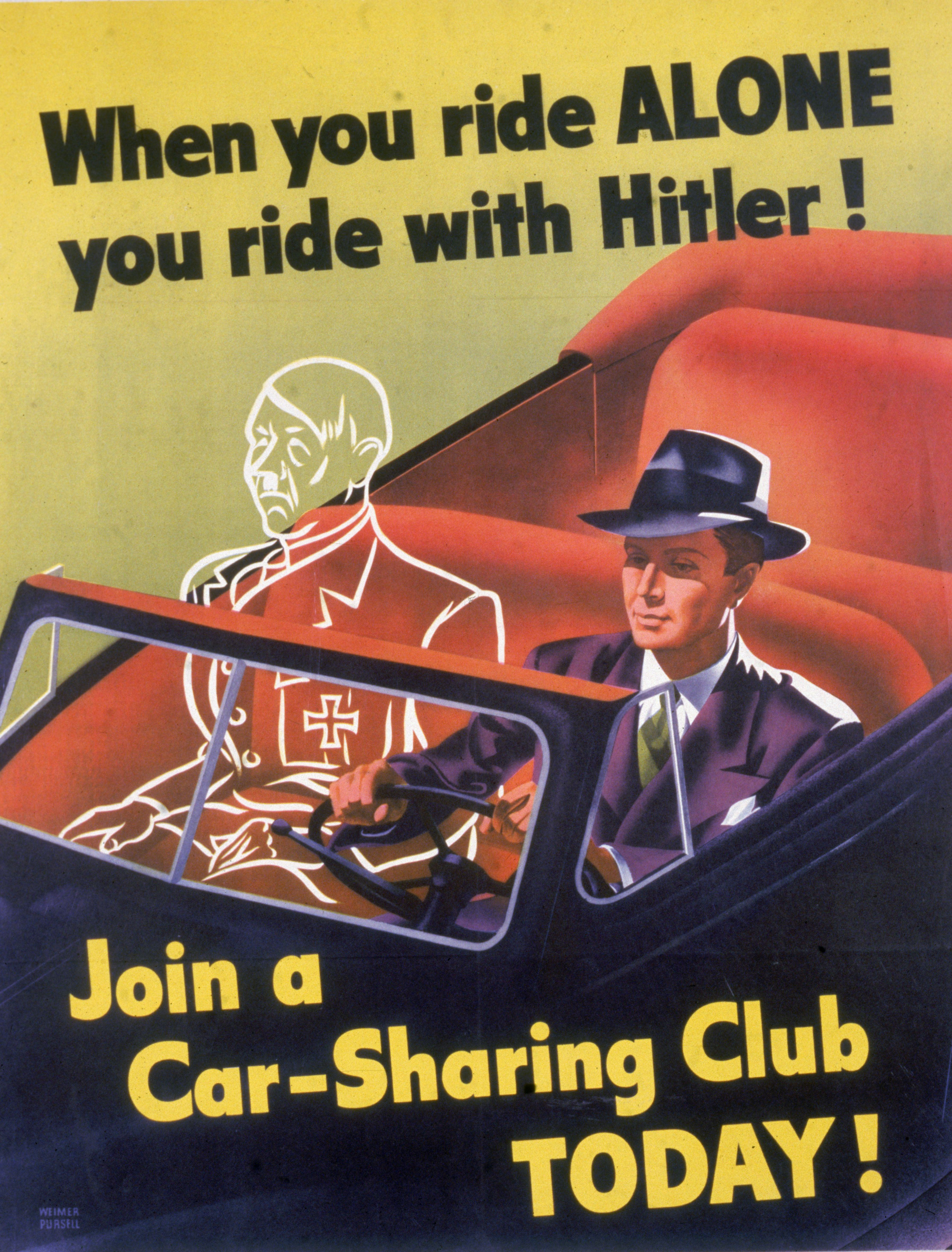
Một áp phích của chính phủ Hoa Kỳ trong Thế chiến thứ hai: Khi bạn đi một mình, bạn đi cùng Hitler

Vào những năm 1980, một số tổ chức giúp đỡ cho việc chia sẻ này xuất hiện như Taxistop ở Bỉ, Allostop ở Pháp hay Allo-Stop tại Canada... Hình thức này đã phát triển rộng rãi tại Đức, Canada và hiện nay xuất hiện ở cả các nước châu Á. Tại Thụy Sĩ, vì những e ngại về tội phạm nên việc chia sẻ này không phát triển mạnh. Tại Pháp, mặc dù giá xăng và giao thông công cộng cao nhưng phương thức này cũng không thực sự rộng rãi.
Ở một số quốc gia, làn sóng này đã dẫn đến việc chính quyền bố trí các địa điểm riêng cho những người dùng phương thức di chuyển này. Tại Canada, xung quanh các thành phố như lớn Montréal, Toronto hay Vancouver đều có những điểm dành riêng trên các con đường lớn dẫn vào thành phố. Ở Hà Lan, tồn tại các lifters pläatz cách những điểm vào xa lộ khoảng một km. Những lifters pläatz này còn dành cho cả những người vẫy nhờ xe.
Trước đây, những người có nhu cầu và những người có ô tô có thể liên lạc với nhau qua các tổ chức, những thông báo nhỏ dán ở các siêu thị, nhắn tin trên truyền thanh... Cũng có thể thông qua các cửa hàng tạp hóa và họ sẽ phải chi trả một khoản tiền nhỏ cho cửa hàng đó. Internet phát triển đã hỗ trợ rất nhiều cho việc liên lạc này. Một số trang web được lập ra giúp dễ dàng tìm được người có cùng hành trình với mình. Các máy truy tìm dữ liệu giúp người sử dụng biết chính xác khoảng cách quãng đường, tìm kiếm, đánh dấu ghi nhớ những người có hành trình giống mình nhất. Sau đó họ có thể liên lạc qua email hoặc điện thoại để hẹn gặp. Hầu hết những trang web này đều miễn phí. Điện thoại di động cũng giúp ích rất nhiều cho việc liên lạc hẹn gặp giữa người có nhu cầu đi nhờ và người có xe hơi.
Khác với vẫy nhờ xe, việc chia sẻ chi phí dịch chuyển bằng ô tô ít mang tính lãng mạn hơn nên không xuất hiện nhiều trong văn học, phim ảnh. Năm 1996, đạo diễn Arthur Hiller người Canada có thực hiện bộ phim hài Carpool về đề tài này. Hãng DreamWorks cũng có một sê ri phim truyền hình Carpoolers vào năm 2007.